# ماریا لوییز وان فرانتس
ماریا لوییز وان فرانتس یا به‌طور دقیق‌تر ماری لوئیز فون فرانتس (به آلمانی: Marie-Louise von Franz) (زاده ۴ ژانویه ۱۹۱۵ – درگذشته ۱۷ فوریه ۱۹۹۸) یک نویسنده و روانشناس سوییسی بود. وی مکتب کارل یونگ را دنبال می‌نمود. کتاب جام افسانه‌ای حاصل کار مشترک وی و اما یونگ بوده‌است. وی بیش از ۳۰ کتاب مهم در حوزه تحلیل و تفسیر قصه‌های پریان، افسانه‌ها و روانکاوی یونگی دارد. به تازگی نیز از او کتاب‌های گوناگونی به فارسی ترجمه شده‌است مثل «سایه و شر در افسانه‌ها»، «نوجوانی ابدی (تفسیر روانشناختی کتاب شازده کوچولو)»، «تعبیر قصه‌های پریان و آنیما و آنیموس در قصه‌های پریان»، «زن در قصه‌های پریان (با رویکرد روانشناسی تحلیلی یونگ)» و… که در همه آنها به کهن‌الگوها، افسانه‌ها، اسطوره‌ها و داستانهای پریان می‌پردازد. مفاهیمی مثل ناخودآگاه، آنیما، آنیموس، شر، پرسونا در اندیشه فون فرانتس کلیدی هستند.

## زندگی
ماری لوئیز آیدا مارگارتا فون فرانتس در مونیخ آلمان متولد شد، دختر یک سرهنگ در ارتش اتریش بود. پس از جنگ جهانی اول، در سال ۱۹۱۹، خانواده وی به سوئیس، نزدیک سنت گالن نقل مکان کردند. از سال ۱۹۲۸، او به همراه خواهر بزرگ‌تر خود در زوریخ اقامت گزید، تا هر دو بتوانند در دبیرستان (سالن ورزشی) در زوریخ، در رشته زبان و ادبیات، تحصیل کنند. سه سال بعد، والدین او نیز به زوریخ نقل مکان کردند.

## ملاقات با کارل گوستاو یونگ
فون فرانتس در زوریخ، در سن ۱۸ سالگی، در سال ۱۹۳۳، زمانی که می‌خواست دوره متوسطه را به پایان برساند، با روانپزشک مشهور یعنی کارل گوستاو یونگ ملاقات کرد، هنگامی که به همراه یک همکلاسی و برادرزاده دستیار یونگ تونی ولف، او و هفت پسری که دوستشان بود دعوت شدند. او توسط یونگ به برج بولینگن خود در نزدیکی زوریخ رفت. همان‌طور که بعد همان شب به خواهرش گفت، این برخوردی قدرتمند و «تعیین‌کننده در زندگی‌اش» بود. در این جلسه، یونگ و دانش آموزان در مورد روانشناسی گفتگو کردند. هنگامی که یونگ داشت در مورد زنی مبتلا به بیمار روانی صحبت می‌کرد که در ماه زندگی می‌کند» (نباید این بیماری را به‌طور نمادین تفسیر کنیم) فون فرانتس فهمید که واقعیت دو سطح دارد: دنیای درونی، با رؤیاها، اسطوره‌ها و افسانه‌هایش به اندازه دنیای بیرونی، واقعی است.

## مطالعات و دانشگاه
فون فرانتس در سال ۱۹۳۳، در دانشگاه زوریخ، تحصیلات خود را در رشته‌های فلسفه کلاسیک و زبان‌های کلاسیک (لاتین و یونانی) به عنوان موضوع‌های اصلی و در ادبیات و تاریخ باستان به عنوان موضوع‌های فرعی آغاز کرد.

## تحلیل و تفسیر قصه‌های پریان و افسانه‌ها
فون فرانتس پس از برگزاری سخنرانی‌ها و نوشتن مقاله‌های فراوان به شهرت رسید و کار اصلی‌اش معطوف به تحلیل و تفسیر فصه‌های پریان شد. هدویگ فون بیت در سال ۱۹۳۵ از ماری لوئیز فون فرانتس خواست تا در نوشتن کتابی در مورد افسانه‌ها به‌طور نیمه وقت به او کمک کند. این کار تحقیقاتی و تفسیری مدت ۹ سال به طول انجامید. در همین اثنا تحلیل روانشناختی افسانه‌ها برای او اهمیت والایی پیدا کرد. این پژوهش با عنوان «نمادگرایی قصه‌های پریان» منتشر شد اما تنها نام هدویگ فون بیت روی آن خورد. فون فرانتس در نوشته‌های بعدی خود زندگی روزمره را به افسانه‌ها و قصه‌های پریان پیوند زد. آلفرد ریبی می‌گوید، فون فرانتس را به خوبی می‌توان اولین کسی دانست که حکمت روانشناختی افسانه‌ها و قصه‌های پریان را کشف کرد و نشان داد. او در کتاب «سایه و شر در افسانه‌ها» می‌نویسد: «حماسه گیلگمش جدای از فرهنگ بابل یا سومر، و اودیسه هومر جدای از دنیای یونانی، چندان قابل فهم نیستند ولی یک قصه به دلیل شکل ساده و ابتدایی‌اش به سادگی در سایر فرهنگ‌ها بومی می‌شود. از آنجا که قصه به عناصر بنیادین ساختاری خود تقلیل یافته‌است، هر انسانی را مخاطب قرار می‌دهد.» او در کتاب «تعبیر قصه‌های پریان و آنیما و آنیموس در قصه‌های پریان» نظریه فروید و شاگردانش مبنی بر روان‌پریشی شخصیت‌های قصه‌های پریان رد می‌کند و می‌نویسد: «می‌توان این نوع از تعبیر را موجه دانست ولی اینگونه تعبیر آنچه را که به قول ماکس لوتی نکته اساسی قصه‌های پریان جادویی است، نادیده می‌گیرد و آن نکته این است که بر خلاف قهرمانان افسانه‌های پر ماجرا، قهرمانان قصه‌های پریان، اشخاصی انتزاعی-یعنی به زبان ما روانشناسان، کهن‌الگو -هستند و از این رو سرگذشت آنان را نمی‌توان از عوارض روان‌پریشی آنان دانست. تقدیر آنان بیان مشکلات و خطرتاتی است که طبیعت در سر راه ما قرار می‌دهد».

## بیماری و مرگ
فون فرانتس در سال‌های آخر زندگی، به بیماری پارکینسون مبتلا شد. باربارا دیویس اظهار داشته‌است که او داروهای کمی مصرف می‌کرده‌است، به طوری که تا زمان مرگ از نظر جسمی به‌طور فزاینده‌ای تحت تأثیر بیماری قرار گرفته بود اما می‌توانست ذهن و هوشیاری خود را حفظ کند. او در ۱۷ فوریه ۱۹۹۸ در کوشناخت، سوئیس درگذشت. فون فرانتس هنگام مرگ ۸۳ ساله بود.